# IC 98
IC 98 ist eine elliptische Galaxie vom Hubble-Typ E0 im Sternbild Walfisch südlich der Ekliptik. Sie ist schätzungsweise 715 Millionen Lichtjahre von der Milchstraße entfernt und hat einen Durchmesser von etwa 145.000 Lj.
Im selben Himmelsareal befinden sich u. a. die Galaxien IC 95, IC 99, IC 108.
Das Objekt wurde am 3. November 1891 vom französischen Astronomen Stéphane Javelle entdeckt.